# Elmo Stiller
Elmo Gustaf Roger Stiller, född 10 juni 1919 i Stockholm, död där 23 december 2007, var en svensk målare.
Han var son till köpmannen Gustaf Bernhard Stiller och Alba Josefina Eriksson och från 1955 gift med Gerd Maria Fransson. Stiller studerade vid Otte Skölds och Iván Grünewalds målarskolor i Stockholm 1949–1950 samt genom självstudier under ett stort antal resor till bland annat Nederländerna, Frankrike, Spanien och Grekland. Separat ställde han ut på Konsum på Fleminggatan i Stockholm, Galerie Catharina i Stockholm samt i bland annat Ludvika och Borlänge. Han medverkade i samlingsutställningar arrangerade av olika lokala konstföreningar. Hans konst består av landskapsskildringar från den svenska fjällvärlden i Leander Engströms stil.